# Modern Times Forever
Modern Times Forever è un film danese del 2011 dei Superflex, noto per essere il terzo film più lungo al mondo con 240 ore di film, cioè in totale 10 giorni, potendo essere battuto solo da Ambiancé che dura 30 giorni (720 ore) e Logistics che dura 35 giorni (857 ore)

## Trama
Il film mostra come l'edificio della sede centrale di Stora Enso di Helsinki sarebbe decaduto nel corso delle prossime migliaia di anni. Il film è stato originariamente proiettato contro l'edificio stesso